# Richmond County (Georgia)
Richmond County is een county in de Amerikaanse staat Georgia.
De county heeft een landoppervlakte van 839 km² en telt 199.775 inwoners (volkstelling 2000). De hoofdplaats is Augusta.